# Guanosín monofosfato cíclico
El guanosín monofosfato cíclico, GMPc o GMP cíclico es derivado cíclico del nucleótido trifosfato GTP, generado por mediación de la enzima guanilato ciclasa –también conocida como guanililciclasa– y participa como segundo mensajero en las rutas de transducción de las señales celulares. 

## Acciones
El GMP cíclico se obtiene a partir de dos formas de guanililciclasa (ciclasa de guanililo). El óxido nítrico estimula a la guanililciclasa soluble, y los péptidos natriuréticos, las guanilinas y la enterotoxina termoestable de Escherichia coli estimulan a los miembros de la guanililciclasa que se extienden sobre la membrana (p. ej., guanililciclasa sólida). En la mayor parte de los casos, el GMP cíclico activa a la proteína quinasa G supeditada al GMP cíclico (PKG). En fecha reciente se han descrito otras acciones de los nucleótidos cíclicos, todas ellas importantes desde el punto de vista farmacológico.

## Efectos farmacológicos
Dos efectos farmacológicos importantes del GMP cíclico elevado son la modulación de la activación plaquetaria y la regulación de la contracción del músculo liso. Una consecuencia importante del incremento del GMP cíclico intracelular mediado por óxido nítrico es la activación de PKG, que cataliza la fosforilación de varias proteínas en músculo liso.

### Neuromediador
El GMP cíclico entra en esta categoría por ser una sustancia que participa en el desencadenamiento de la reacción postsináptica a un transmisor. Otras sustancias son el monofosfato de adenosina cíclico (AMPc) y los fosfatos de inositol como segundos mensajeros en sitios específicos de la transmisión sináptica. Sin embargo, desde el punto de vista técnico es difícil demostrar que en el encéfalo ocurre un cambio en la concentración de los nucleótidos cíclicos antes de la generación del potencial sináptico.